# Paràtop
En immunologia, el paràtop és el lloc específic de l'anticòs que s'uneix a l'epítop, el lloc específic de l'antigen, permeten la unió antígen-anticòs. El paràtop es troba a la regió variable de la molècula de l'anticòs o del receptor del limfòcit T. Està format per l'aproximació de les sis regions determinants de la complementarietat (CDR) de la regió variable d'ambdues cadenes, ja siguin les cadenes lleugeres o pesades dels anticossos, o α/β i γ/δ per al receptor antigènic de la cèl·lula T.